# Frank Hannig (Informatiker)
Frank Hannig (* 1974 in Verl) ist ein deutscher Informatiker und Ingenieur. Er ist  Privatdozent an der Friedrich-Alexander-Universität Erlangen-Nürnberg (FAU) und leitet dort die Arbeitsgruppe „Architecture and Compiler Design“ am Lehrstuhl für Hardware-Software-Co-Design.

## Werdegang
Nach dem Abitur in Bielefeld und einem 15-monatigen Zivildienst in den v. Bodelschwinghschen Anstalten Bethel, begann Frank Hannig 1994 ein Studium der Ingenieurinformatik, Schwerpunkt Elektrotechnik an der Universität Paderborn. Für ein Auslandspraktikum verbrachte er 1999 ein halbes Jahr am Electrolux Tech-Centre in Fredericia, Dänemark. 2000 schloss er das Studium an der Universität Paderborn mit einer Diplomarbeit über „Exploration von Raum- und Zeittransformationen für Algorithmen mit uniformen Datenabhängigkeiten“ als Dipl.-Ing. ab. Anschließend war er als wissenschaftlicher Mitarbeiter an der Universität Paderborn und seit 2003 am Lehrstuhl für Hardware-Software-Co-Design der Friedrich-Alexander-Universität Erlangen-Nürnberg tätig. Seit 2004 leitet er dort die Arbeitsgruppe ACD (Architecture and Compiler Design). 2009 wurde er mit einer Dissertation über „Scheduling Techniques for High-Throughput Loop Accelerators“ bei Jürgen Teich an der Technischen Fakultät der FAU mit Auszeichnung zum Dr.-Ing. promoviert.
Im September und Oktober 2012 verbrachte Hannig einen Forschungsaufenthalt an der UC Riverside.
Er habilitierte sich 2018 im Fachgebiet Technische Informatik zum Thema „Domain-specific and Resource-aware Computing“. Frank Hannig hat als Autor bzw. Mitautor über 170 wissenschaftliche Publikationen verfasst.
Seine Forschungsschwerpunkte liegen auf massiv-parallelen Rechnerarchitekturen, von dedizierter Hardware und Beschleunigern (FPGAs, MPPAs, GPUs) bis hin zu Multicore-Architekturen, mit den Aspekten
- Electronic Design Automation eingebetteter Systeme,
- High-Level-Synthese,
- Domänenspezifische Programmiersprachen (DSLs) und domänenspezifische Abbildungs- und Optimierungsmethoden,
- Architektur-Compiler-Co-Design.

## Auszeichnungen
- 2012: Senior Member des IEEE
- 1998–1999: Stipendium der „Prof. Dr. Koepchen Studienstiftung“ der Firma RWE.

## Publikationen (Auswahl)
- Sandra Mattauch, Katja Lohmann, Frank Hannig, Daniel Lohmann, Jürgen Teich: A Bibliometric Approach for Detecting the Gender Gap in Computer Science, Communications of the ACM (CACM), 2020, doi:10.1145/3376901
- Sascha Roloff, Frank Hannig, Jürgen Teich: Modeling and Simulation of Invasive Applications and Architectures. Springer, Singapore 2019, ISBN 978-981-13-8387-8, doi:10.1007/978-981-13-8387-8 (englisch).
- Alexandru Tanase, Frank Hannig, Jürgen Teich: Symbolic Parallelization of Nested Loop Programs, Springer, 2018, ISBN 978-3-319-73908-3, doi:10.1007/978-3-319-73909-0
- Dirk Koch, Frank Hannig, Daniel Ziener (Hrsg.): FPGAs for Software Programmers, Springer, 2016, ISBN 978-3-319-79949-0, doi:10.1007/978-3-319-26408-0
- Frank Hannig, João M. P. Cardoso, Thilo Pionteck, Dietmar Fey, Wolfgang Schröder-Preikschat, Jürgen Teich (Hrsg.): Proceedings of the 29th International Conference on Architecture of Computing Systems (ARCS), Springer, 2016, ISBN 978-3-319-30694-0, doi:10.1007/978-3-319-30695-7
- Richard Membarth, Oliver Reiche, Frank Hannig, Jürgen Teich, Mario Körner, Wieland Eckert: HIPAcc: A Domain-Specific Language and Compiler for Image Processing, IEEE Transactions on Parallel and Distributed Systems, 2016, doi:10.1109/TPDS.2015.2394802
- Frank Hannig, Vahid Lari, Srinivas Boppu, Alexandru Tanase, Oliver Reiche: Invasive Tightly-Coupled Processor Arrays: A Domain-Specific Architecture/Compiler Co-Design Approach, ACM Transactions on Embedded Computing Systems (TECS), 2014, doi:10.1145/2584660